# Велешковичский сельсовет
Велешковичский сельсовет — административная единица на территории Лиозненского района Витебской области Белоруссии. Административный центр — агрогородок Велешковичи.

## Состав
Велешковичский сельсовет включает 33 населённых пункта:
- Барсуки — деревня.
- Бесково — деревня.
- Бураки — деревня.
- Велешковичи — агрогородок.
- Вордевье — деревня.
- Глоданки — деревня.
- Городок — деревня.
- Горшево — деревня.
- Горяне — деревня.
- Гребеники — деревня.
- Гущено — деревня.
- Емельяново — деревня.
- Заверино — деревня.
- Загородно — деревня.
- Залесье — деревня.
- Замшено — деревня.
- Ковали — агрогородок.
- Кожуровщина — деревня.
- Красыни — деревня.
- Лапино — деревня.
- Михалиново — агрогородок.
- Никоновщина — деревня.
- Новая Дуброва — деревня.
- Пнево — деревня.
- Поленовка — деревня.
- Реуты — деревня.
- Селище — деревня.
- Сетище — деревня.
- Симаново — деревня.
- Строганы — деревня.
- Титово — деревня.
- Шевели — деревня.
- Шустево — деревня.

Упразднённые населенные пункты:
- Горы — деревня.
- Михайлово — деревня.
- Толпа — деревня.